# 和文宝
和文宝（1976年5月—），白族，中华人民共和国政治人物、全国脱贫攻坚先进个人。现任中共贡山县党委常委、独龙江乡党委书记。

## 生平
2012年，担任鹿马登乡党委副书记、乡长。2016年5月，担任乡党委书记。因在脱贫攻坚战中作出突出贡献，2021年2月25日全国脱贫攻坚总结表彰大会上，和文宝被授予“全国脱贫攻坚先进个人”。对于获奖他表示“作为脱贫攻坚的参与者、见证者、推动者、实践者，心情无比的激动。沉甸甸的荣誉既属于我，同时也属于参与脱贫攻坚战役的每一位战友。”